# Francis Willis

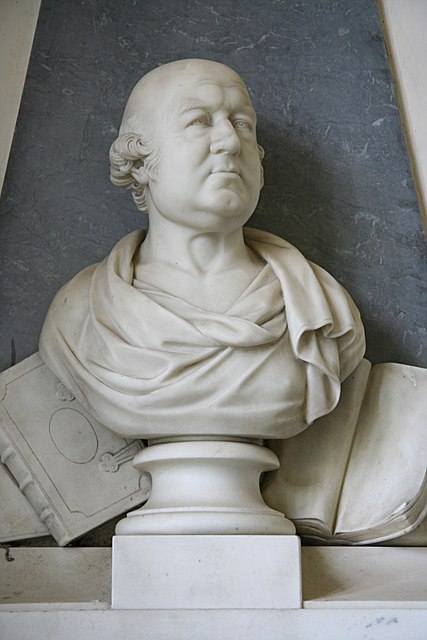
Francis Willis – popiersie Willisa, autorstwa Josepha Nollekensa, obecnie znajduje się w kościele w Greatford

Francis Willis (ur. 17 sierpnia 1718, zm. 5 grudnia 1807) – angielski lekarz. Zasłynął głównie pracą jako medyk króla Anglii Jerzego III.

## Życiorys
Willis urodził się jako trzeci syn pastora Johna Willisa z Lincoln. Jego rodzina pochodziła z wioski Fenny Compton w hrabstwie Warwickshire. Był spokrewniony między innymi z George’em Wyllysem, który na krótko został gubernatorem kolonii Connecticut w Nowej Anglii, oraz baronetami Willis z Fen Ditton w Cambridgeshire.
Po ukończeniu studiów w Lincoln College w Oksfordzie i St Alban's Hall w 1740 roku został wybrany jako Fellow w Brasenose College w Oxfordzie oraz otrzymał święcenia kapłańskie. Pełnił funkcję rektora college’u w Wapping w latach 1748–1750, zrezygnował z członkostwa w roku 1750, kiedy zawarł związek małżeński.
Większość swojego czasu poświęcał praktykowaniu medycyny, dzięki czemu w 1759 roku otrzymał stopnie bakałarza i doktora medycyny w Oksfordzie. Pracował jako lekarz w szpitalu w Lincoln, gdzie w owym czasie powszechnie doceniano jego sukcesy w pracy z pacjentami chorymi psychicznie. Doprowadziło to do tego, że zajął się leczeniem takich pacjentów we własnym domu.
W roku 1776 Willis przeprowadził się do Greatford Hall, w okolicach Bourne, w hrabstwie Lincolnshire, gdzie utworzył prywatne sanatorium. Jako część terapii swoim pacjentom zalecał prace manualne na polach oraz w stajniach w pobliżu placówki. Uważał, że świeże powietrze oraz ćwiczenia fizyczne mogą korzystnie przyczynić się do ich wyzdrowienia. Za sprawą znanych i wpływowych pacjentów szybko stał się rozpoznawalnym oraz jednym z najbardziej cenionych lekarzy swojego okresu.
Relacja Francuza odwiedzającego sanatorium w 1796 roku:
,,Kiedy nieprzygotowany podróżnik zbliżał się do ośrodka zostawał zaskoczony widokiem oraczy, ogrodników, młocarzy, strzecharzy i innych robotników odzianych w czarne płaszcze, białe kamizelki, czarne jedwabne bryczesy i pończochy; głowę każdego z nich przyozdabiała starannie ufryzowana i upudrowana peruka. Byli to pacjenci doktora; ich ubiór, prezencja oraz ćwiczenia fizyczne stanowiły podstawy jego podziwianej terapii, która łączyła zdrowie i pogodę ducha pacjentów aby pomóc każdemu z nich dojść do zdrowia w tym szacownym ośrodku."

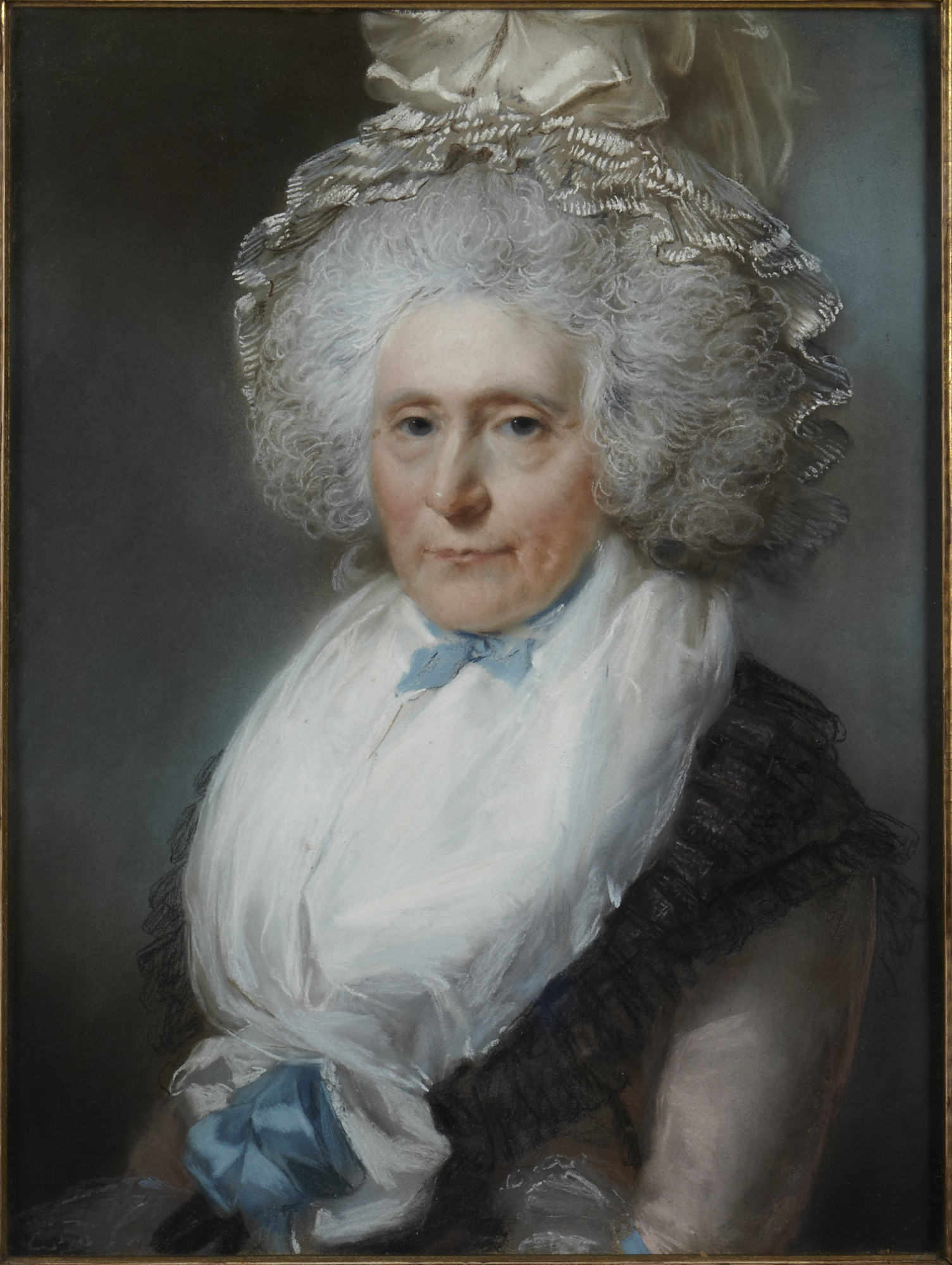
Portret żony Francisa Willis'a autorstwa Johna Rusell'a, 1806, obecnie w Princeton University Art Museum

## Choroba króla
Jerzy III przeszedł pierwszy poważny atak swojej choroby (obecnie identyfikowanej jako porfiria) latem 1788 roku. Mógł być on spowodowany nadużywaniem wina, lub, co bardziej prawdopodobne, zatruciem arszenikiem, który w okresie tym był powszechnie używany w produkcji kapeluszy (diagnoza ta była wielokrotnie podważana, sugerowano między innymi, że król cierpiał na zaburzenia afektywne dwubiegunowe). Dworscy lekarze nie potrafili poprawnie zdiagnozować i leczyć objawów choroby króla, więc jeszcze tego samego roku Willis został zarekomendowany królowej przez żonę koniuszego królewskiego, której matkę poprzednio skutecznie leczył.
Królewska terapia prowadzona przez Willisa w Kew obejmowała wiele standardowych metod z owych czasów, włączając przymus, ograniczenie przy pomocy kaftana bezpieczeństwa i bańki, była jednak bardziej humanitarna i łagodniejsza dla pacjenta, niż było to ogólnie przyjęte. Odzyskanie zdrowia przez króla w 1789 przydało Willisowi narodowej sławy i zmusiło go do otwarcia drugiego ośrodka Shillingthorpe Hall w Braceborough, aby pomieścić pacjentów szukających jego pomocy.
Kiedy 26 lutego 1789 ogłoszono ''całkowite powstrzymanie królewskiej choroby'', Willis został szybko uhonorowany pięcioma portretami namalowanymi przez Johna Russela, jednego z najbardziej renomowanych malarzy tego okresu. Ponadto Willis zamówił specjalny medal upamiętniający jego własne osiągnięcie. Zarówno doktor Francis Willis, jak i jego syn i asystent doktor John Willis, zostali wynagrodzeni przez króla dożywotnią roczną pensją w wysokości odpowiednio 1,000 funtów oraz 650 funtów.

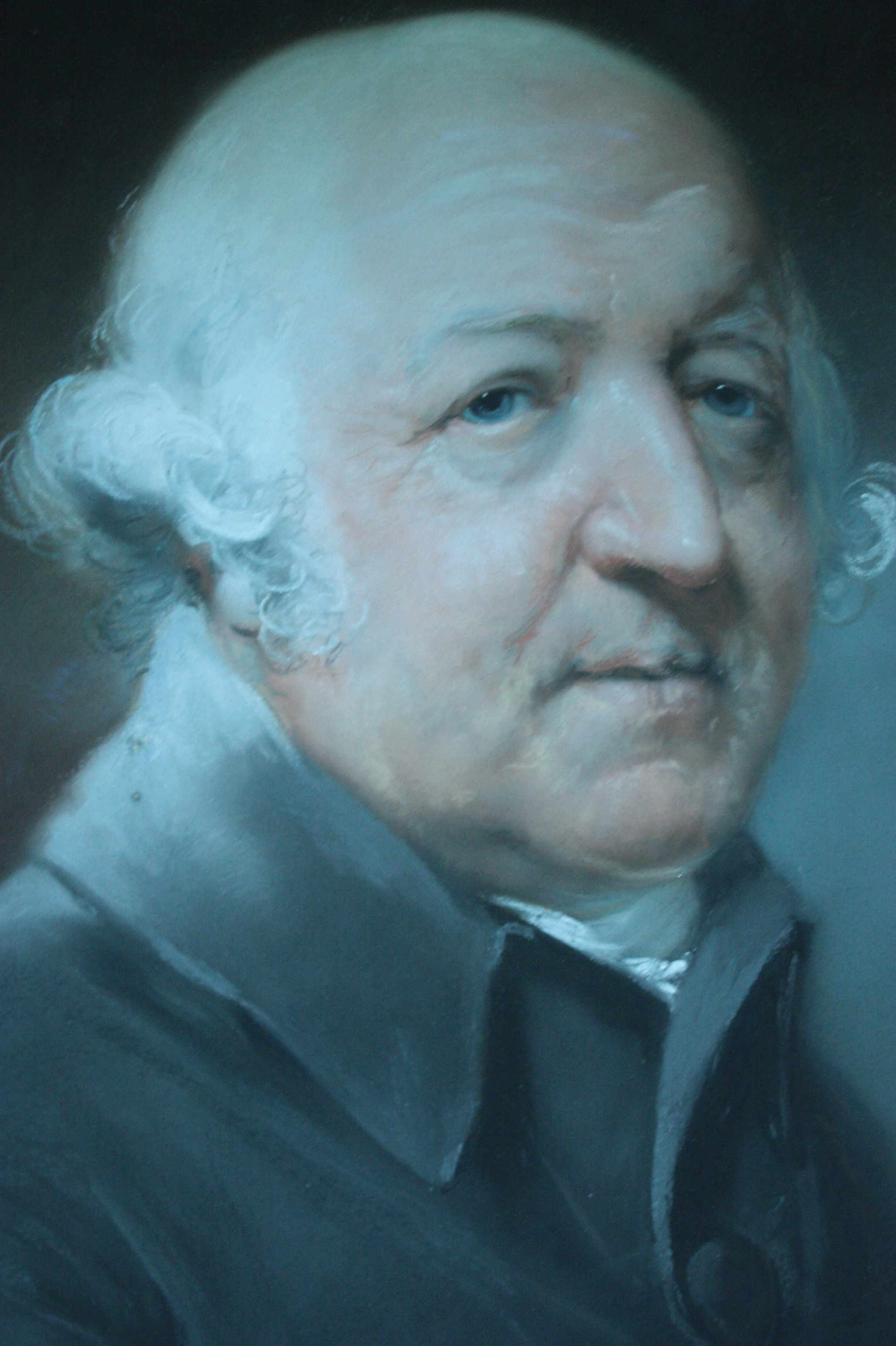
Dr Francis Willis (detal) autorstwa Johna Russella, 1789, National Gallery

Dwanaście lat później, w 1801 roku, król Jerzy przeszedł poważny nawrót choroby. Tym razem jego terapia była prowadzona przez dwóch synów doktora Willisa, również lekarzy, Johna Willisa i jego młodszego brata Roberta Darlinga Willisa. Król regularnie odwiedzał również Francisa Willisa w Shillingthorpe przez kilka kolejnych lat, aby kontynuować leczenie. Ostatecznie Jerzy przeszedł kolejne załamanie w 1810, okazało się ono nieuleczalne, a stan jego zdrowia psychicznego i fizycznego stopniowo pogarszał się aż do śmierci w 1820 roku.

## Spuścizna
Postać Willisa została upamiętniona w sztuce Alana Bennetta Szaleństwo Jerzego III (The Madness of George III) i jej późniejszej filmowej adaptacji Szaleństwo króla Jerzego. W filmie w jego rolę wcielił się aktor Ian Holm.
Oryginalny budynek Greatford Hall sanatorium został zamknięty w 1838. Spora część zabudowań uległa zniszczeniu w pożarze w 1930, ale większość z nich została odbudowana i stanowi obecnie prywatną rezydencje. Shillingthorpe Hall zostało zburzone w 1949 roku.